# Міжнародна олімпіада з астрономії та астрофізики

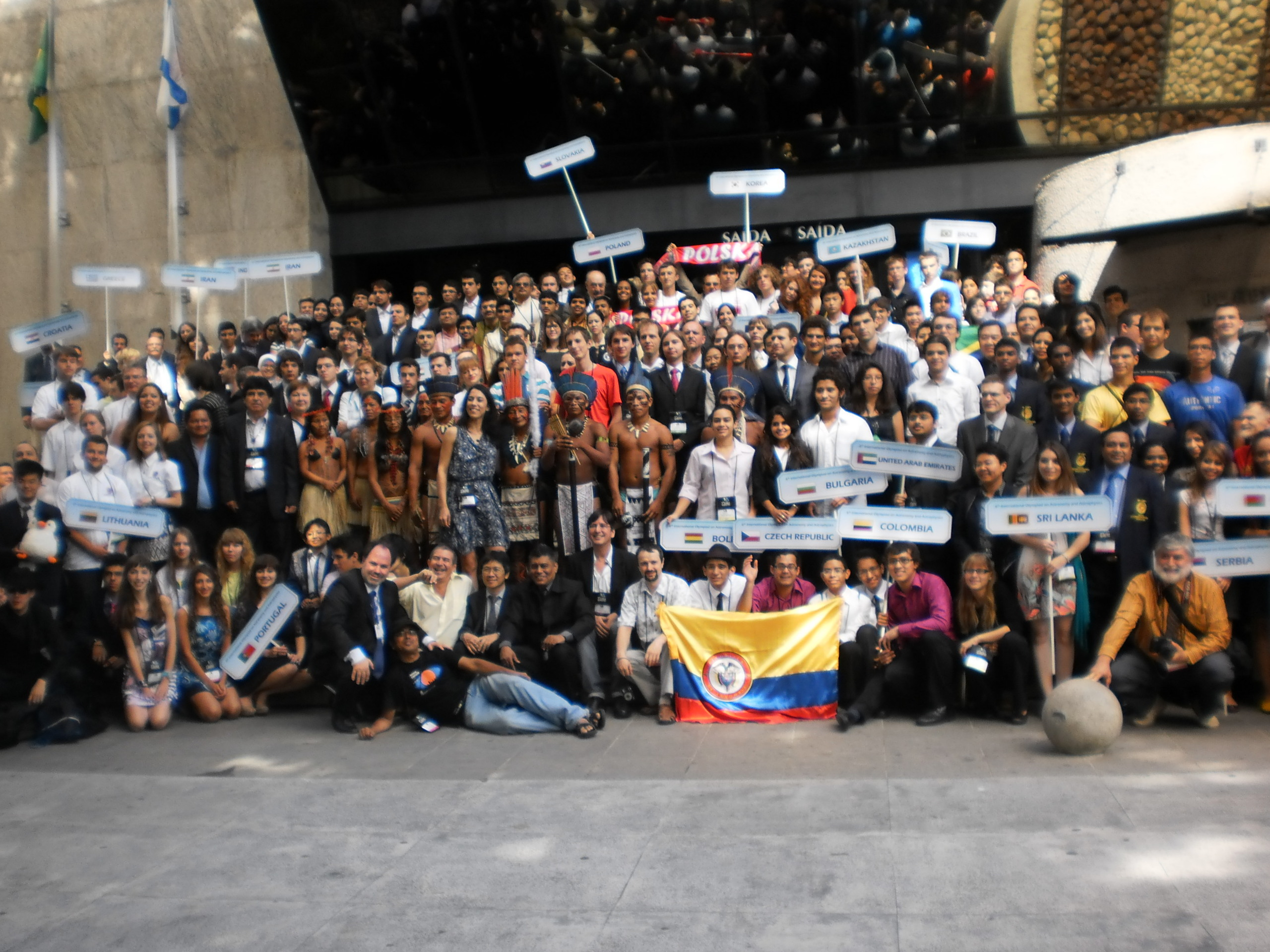
МОАА 2012 у планетарії Ріо, Ріо-де-Жанейро, Бразилія.

Міжнародна олімпіада з астрономії та астрофізики, МОАА (International Olympiad on Astronomy and Astrophysics, IOAA) — щорічний конкурс з астрономії та астрофізики для учнів старших класів або студентів молодших курсів, одна з міжнародних природничих олімпіад.
Олімпіада відділилась від Міжнародної астрономічної олімпіади з метою розширення масштабів конкурсу.
Перша олімпіада відбулась в Чіангмаї, Таїланд, у листопаді/грудні 2007 року.

## Історія
Перша Міжнародна олімпіада з астрономії та астрофізики проходила в місті Чіангмай (Таїланд) з 30 листопада по 9 грудня 2007 року. Міжнародна рада, що складається з керівників груп, обрала на п'ятирічний термін перших президента (Бунруксар Сонторнтум, Таїланд) і генерального секретаря (Чатіф Кунджая, Індонезія) олімпіади.
Через пандемію COVID-19 МОАА 2020 було замінено на онлайн-змагання: Глобальний електронний конкурс з астрономії та астрофізики. Цей конкурс був організований Міжнародною радою МОАА за значної підтримки Естонського олімпіадного комітету з астрономії.

## Резюме
| №   | Рік  | Крїна     | Місто                      | Абсолютний переможець  | Кількість країн | Сайт      |
| --- | ---- | --------- | -------------------------- | ---------------------- | --------------- | --------- |
| 1   | 2007 | Таїланд   | Чіангмай                   | Suwun Suwunnarat       | 21              |           |
| 2   | 2008 | Індонезія | Бандунг                    | Nitin Jain             | 22              |           |
| 3   | 2009 | Іран      | Тегеран                    | Nitin Jain             | 20              |           |
| 4   | 2010 | КНР       | Пекін                      | Przemysław Mróz        | 23              |           |
| 5   | 2011 | Польща    | Хожув / Катовиці / Krakow  | Stanislav Fort         | 26              | IOAA 2011 |
| 6   | 2012 | Бразилія  | Ріо-де-Жанейро / Vassouras | Motiejus Valiūnas      | 28              | IOAA 2012 |
| 7   | 2013 | Греція    | Волос                      | Denis Turcu            | 35              |           |
| 8   | 2014 | Румунія   | Сучава / Гура-Гумора       | Denis Turcu            | 42              |           |
| 9   | 2015 | Індонезія | Магеланг / Семаранг        | Joandy Leonata Pratama | 41              |           |
| 10  | 2016 | Індія     | Бхубанешвар                | Ameya Patwardhan       | 42              | IOAA 2016 |
| 11  | 2017 | Таїланд   | Пхукет                     | Aleksej Jurca          | 44              | IOAA 2017 |
| 12  | 2018 | КНР       | Пекін                      | Stanislav Tsapaev      | 39              | IOAA 2018 |
| 13  | 2019 | Угорщина  | Кестхей & Heviz            | Nguyễn Mạnh Quân       | 46              | IOAA 2019 |
| N/A | 2020 | Естонія   | N/A                        | Zhening Li             | 40              | GeCAA     |
| 14  | 2021 | Колумбія  | Богота (online)            | Maksim Permiakov       | 48              | IOAA 2021 |
| 15  | 2022 | Грузія    | Кутаїсі                    | Vlad Ștefan Oros       | 45              | IOAA 2022 |
| 16  | 2023 | Польща    | Хожув                      | Peter Andolšek         | 52              | IOAA 2023 |
| 17  | 2024 | Бразилія  | Ріо-де-Жанейро             | Peter Andolšek         | 54              | IOAA 2024 |
| 18  | 2025 | Індія     | Мумбай                     | TBD                    |                 | IOAA 2025 |